# Crucificação com os enlutados e São Domingos (Fra Angelico)
Crucificação com os enlutados e São Domingos é um fragmento do afresco do pintor italiano do início da Renascença Fra Angelico, executado c. 1435, a partir do refeitório do Convento de San Domenico em Fiesole, agora no Louvre. 